# Catharina Fokke
Catharina Elisabeth Fokke (getauft 6. April 1727 in Amsterdam; begraben 24. April 1793 ebenda) war eine niederländische Schauspielerin.

## Leben
Catharina Fokke wurde am 6. April 1727 in Amsterdam getauft. Sie war die einzige Tochter des Schauspielers Arend Fokke (1680–1734) und Dina Levit (ca. 1694–1766). Fokke hatte zwei ältere Brüder Jan (geb. 1719) und Hendrik (geb. 1722), und einen jüngeren, Willem (geb. 1733). Außerdem gab es einen Halbbruder, Simon (1712–1784), und möglicherweise eine Halbschwester, Elisabeth (geb. 1715) aus einer früheren Ehe ihres Vaters. Auch ihre Geschwister standen kurze oder längere Zeit auf der Bühne, ihr Bruder Simon wurde später Graveur. Zusammen mit ihren beiden älteren Brüdern trat Catharina Elisabeth im Alter von elf Jahren in „Eeuwgetijd“ auf, einem Stück von Jan de Marre, mit dem die Stadsschouwburg Amsterdam 1738 ihr 100-jähriges Bestehen feierte. Sie spielte die stille Rolle der Teachable.
Sie wurde 1747 vom Amsterdamer Theater für ein Aufführungshonorar von 2 Gulden engagiert, das 1755 auf 5,25 Gulden anstieg. In den folgenden Jahren erhielt sie höhere jährliche Vergütungen, bis zu 327,50 Gulden im Jahr 1763. Dieser Betrag wurde ihr angeboten unter der Bedingung, in den nächsten fünf Jahren auf eine Gehaltserhöhung zu verzichten. Sie spielte zumeist „zärtliche“ Rollen. Ihre schauspielerische Leistung wurde von den Zuschauern nicht besonders gut bewertet. Urteile über ihre Darbietung waren „beklagenswert“, „im Allgemeinen zu langweilig“, einmal sogar als „so langweilig, dass ich fast einschlafen musste“, rezensiert. Auch gab es die Beschwerde, dass Fokke nicht immer textsicher sei.
Catharina Fokke heiratete am 5. April 1772 Jan Punt, den damals berühmtesten Schauspieler des Landes. Sie war 45 Jahre alt und seine dritte Frau. Die Ehe blieb kinderlos. Laut dem Arzt und Theaterdichter Simon Stijl war ihr Talent dem von Punts erster Frau, Anna Maria de Bruyn, gleichzusetzen, und es war „unmöglich, sie in vollem Umfang zu loben“. Seine Bewunderung für Fokke hatte jedoch hauptsächlich mit seiner grenzenlosen Bewunderung für Jan Punt zu tun, dessen Leben er beschrieb.
Nach ihrer Heirat zog Catharina Fokke ans Theater, wo ihr Mann als Gastwirt einen eigenen Wohnraum hatte. Als jedoch einen Monat nach ihrer Hochzeit das Theater abbrannte, verloren sie nicht nur ihr Haus, sondern auch ihr gesamtes Hab und Gut. Darüber hinaus waren sie, wie alle ihre Kollegen, von diesem Moment an ohne Lebensunterhalt. Einige namhafte Rotterdamer Herren erkannten ihre Chance und luden Punt ein, in ihrer Stadt ein dauerhaftes Theater einzurichten. Anfang 1773 reiste er nach Rotterdam und Fokke begleitete ihn.

### Das Rotterdamer Theater
In Rotterdam konnten sie kostenlos wohnen und Punt wurde der erste Schauspieler, Regisseur und Gastwirt des neuen Theaters. Fokke wurde die erste Schauspielerin. Diese Position verdankte sie vermutlich der Tatsache, dass sie seine Frau war. Zusätzlich zu ihr kam eine weitere erste Schauspielerin hinzu, Hendrina van Thil. Punt geriet bald in Konflikt mit den Kommissaren des Theaters und trat Ende 1773 als Direktor zurück. Als Schauspieler blieben Fokke und er dem Theater jedoch vorerst verbunden. Als das neu erbaute Theater am 28. Dezember 1774 am Coolsingel eröffnet wurde, spielte Catharina Fokke die Titelrolle der Maria von Burgund, einer Tragödie von Lucretia Wilhelmina van Merken. Hendrina van Thil spielte die Rolle der Margaretha. In der Folgezeit verschlechterte sich die finanzielle Situation des Theaters. Hinzu kamen weitere Auseinandersetzungen zwischen dem Ehepaar Punt-Fokke und den Theaterkommissaren. Das führte dazu, dass die Gehälter aller Schauspieler gekürzt wurden, schließlich wurde Catharina Fokke im Oktober 1776 entlassen, da sie sich geweigert hatte, untergeordnete Rollen zu spielen, was nicht ihrer Stellung als Hauptdarstellerin entsprach.
Diese Entlassung bedeutete das Ende ihrer Bühnenkarriere. Achtzehn Monate später, im April 1777, verabschiedete sich auch Punt von der Rotterdamer Bühne. Das Paar kehrte nach Amsterdam zurück, war dort aber nicht mehr am Theater beschäftigt. Punt starb im Dezember 1779 und Fokke wurde wahrscheinlich noch einige Zeit von ihrer Familie unterstützt. 1781 bewarb sie sich erfolgreich um die Stelle als Kastellanin des Rotterdamer Theaters. Als dort 1789 erneut Haushaltskürzungen vorgenommen werden mussten, wurde ihr Vertrag gekündigt. Ihr Vorschlag, eine neue Truppe aufzustellen, wurde abgelehnt. Catharina Fokke kehrte nach Amsterdam zurück, wo sie am 24. April 1793 im Alten Herren- und Damenhaus am Sint Antonieskerkhof beigesetzt wurde.